# Rhein-Neckar-Arena
Rhein-Neckar-Arena (phát âm tiếng Đức: [ˌʁaɪnˈnɛkaʁʔaˌʁeːna]), hiện được gọi là PreZero Arena và trước đây là Wirsol Rhein-Neckar-Arena [ˈvɪʁzɔl-] vì lý do tài trợ, là một sân vận động đa năng ở Sinsheim, Baden-Württemberg, Đức. Sân vận động này chủ yếu được sử dụng để tổ chức các trận đấu bóng đá và là sân nhà của câu lạc bộ 1899 Hoffenheim. Sân vận động có sức chứa 30.150 người và được xây dựng để thay thế cho sân vận động cũ của câu lạc bộ TSG 1899 Hoffenheim là Dietmar-Hopp-Stadion.
Đây là sân vận động lớn nhất ở vùng đô thị Rhine-Neckar mặc dù nó nằm ở một thị trấn nhỏ với chỉ 36.000 cư dân.
Trận thi đấu đầu tiên diễn ra tại đây là trận đấu mà Hoffenheim thắng FC Energie Cottbus với tỉ số 2-0 vào ngày 31 tháng 1 năm 2009. Nơi đây từng được chọn để tổ chức các trận thi đấu quốc tế trong khuôn khổ Giải vô địch bóng đá nữ thế giới 2011. Ngoài ra nó còn được dùng để tổ chức "DEL Winter Game 2017" bộ môn khúc côn cầu trên băng ngoài trời giữa Adler Mannheim và Schwenningen Wild Wings vào ngày 7 tháng 1 năm 2017.

## Kết nối giao thông
Sân vận động chỉ cách trạm dừng Sinsheim-Museum/Arena S-Bahn thuộc nhà ga Elsenz Valley (Elsenztalbahn) hơn 1 kilômét đi bộ và có xe đưa đón từ ga chính Sinsheim. Có thể đến sân vận động bằng ô tô qua ngã ba Sinsheim-Süd mới được xây dựng trên đường cao tốc liên bang 6.

## Thư viện ảnh

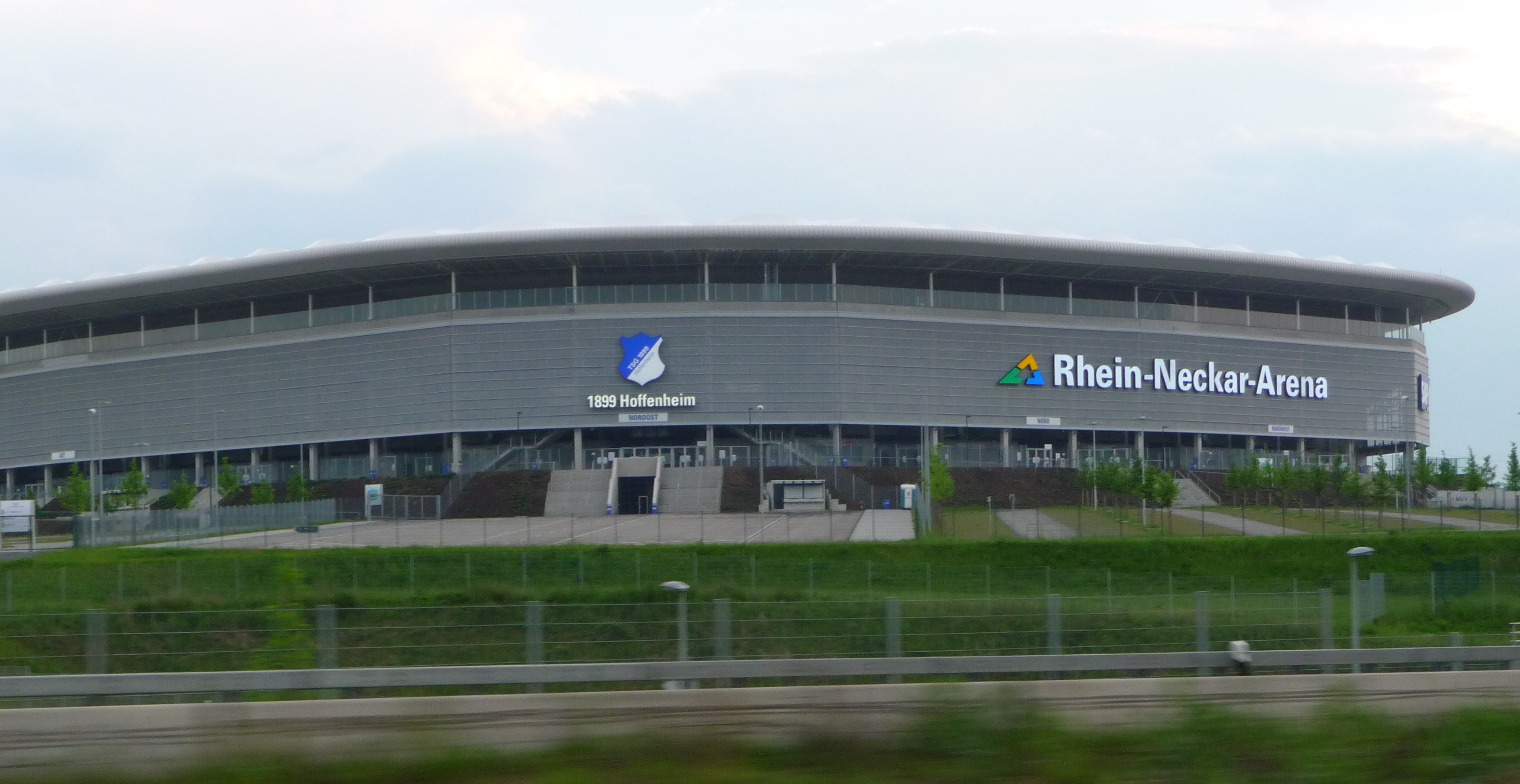
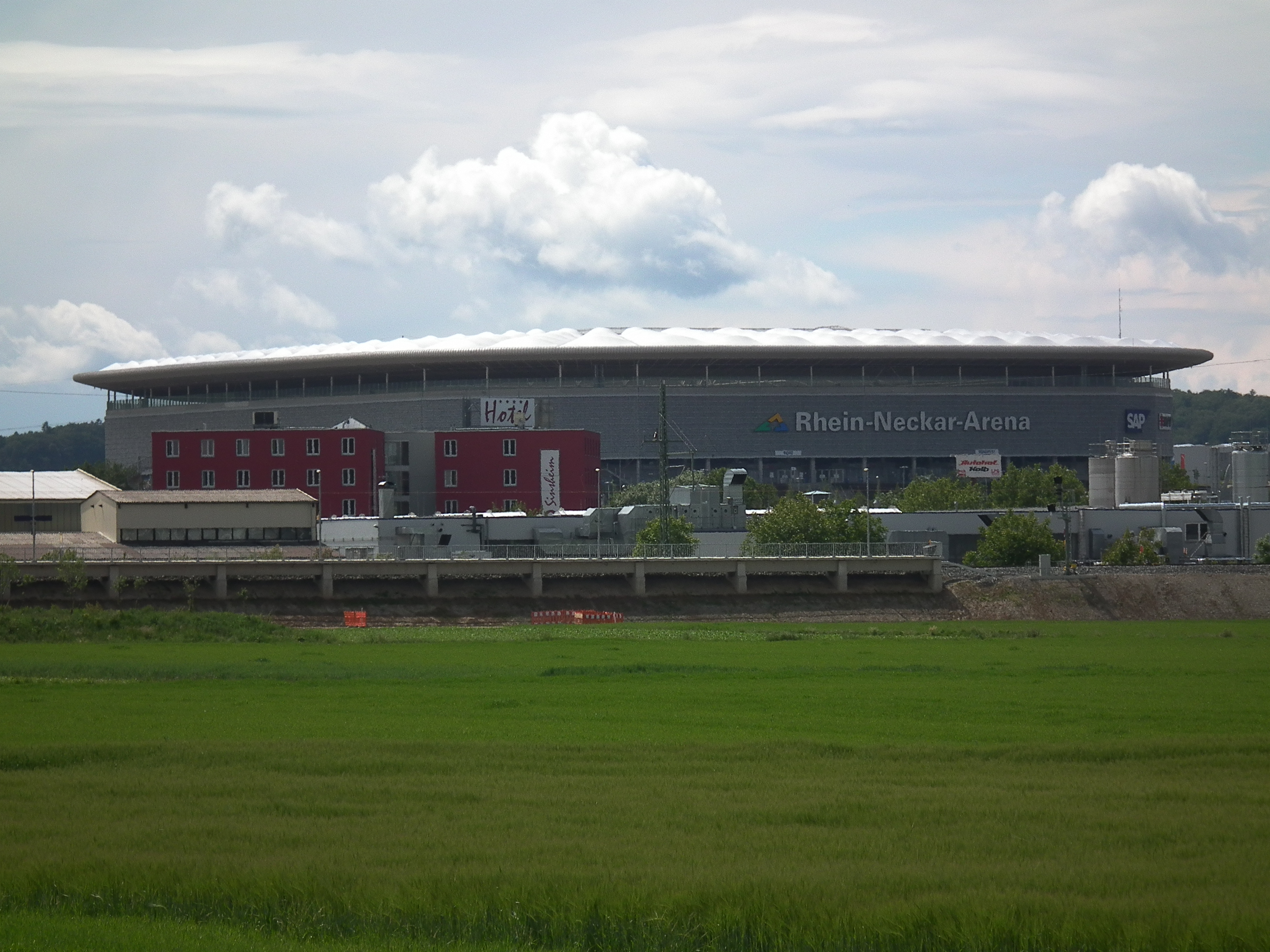
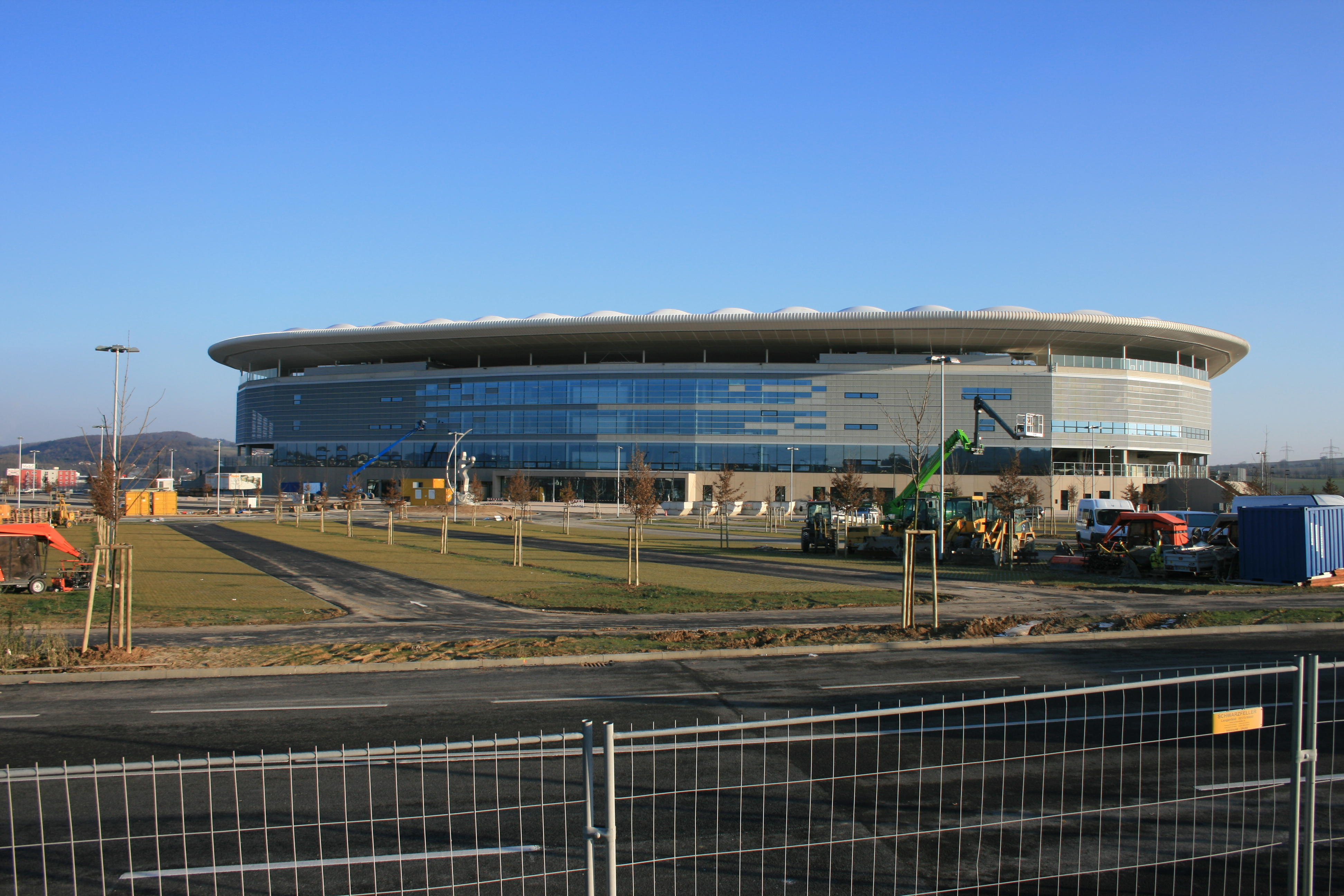

## Các trận đấu quốc tế
| Ngày                | Giải             | Đội | Tỷ số | Đội    | Số lượng cổ động viên |
| ------------------- | ---------------- | --- | ----- | ------ | --------------------- |
| 9 tháng 9 năm 2018  | Giao hữu quốc tế | Đức | 2–1   | Perú   | 25.494                |
| 26 tháng 3 năm 2022 | Giao hữu quốc tế | Đức | 2–0   | Israel | 25.600                |